# کمیته دولتی فیلم‌سازی
کمیته دولتی فیلم‌سازی اتحاد جماهیر شوروی سوسیالیستی (روسی: Государственный комитет Совета министров СССР по кинематографии) مشهور به گوسکینو (روسی: Госкино) سازمان مرکزی و اصلی سرپرستی و نظارت دولتی تولید فیلم در اتحاد جماهیر شوروی سوسیالیستی بود.
این سازمان با حکم هیئت رئیسه شورای عالی اتحاد شوروی در ۲۳ مارس ۱۹۶۳ تأسیس شد و در آغاز نام رسمی‌اش «کمیتهٔ دولتی شورای وزیران اتحاد شوروی در فیلم‌سازی» نام داشت و سرانجام در ۱۴ نوامبر ۱۹۹۱ منحل شد.